# 水庭園

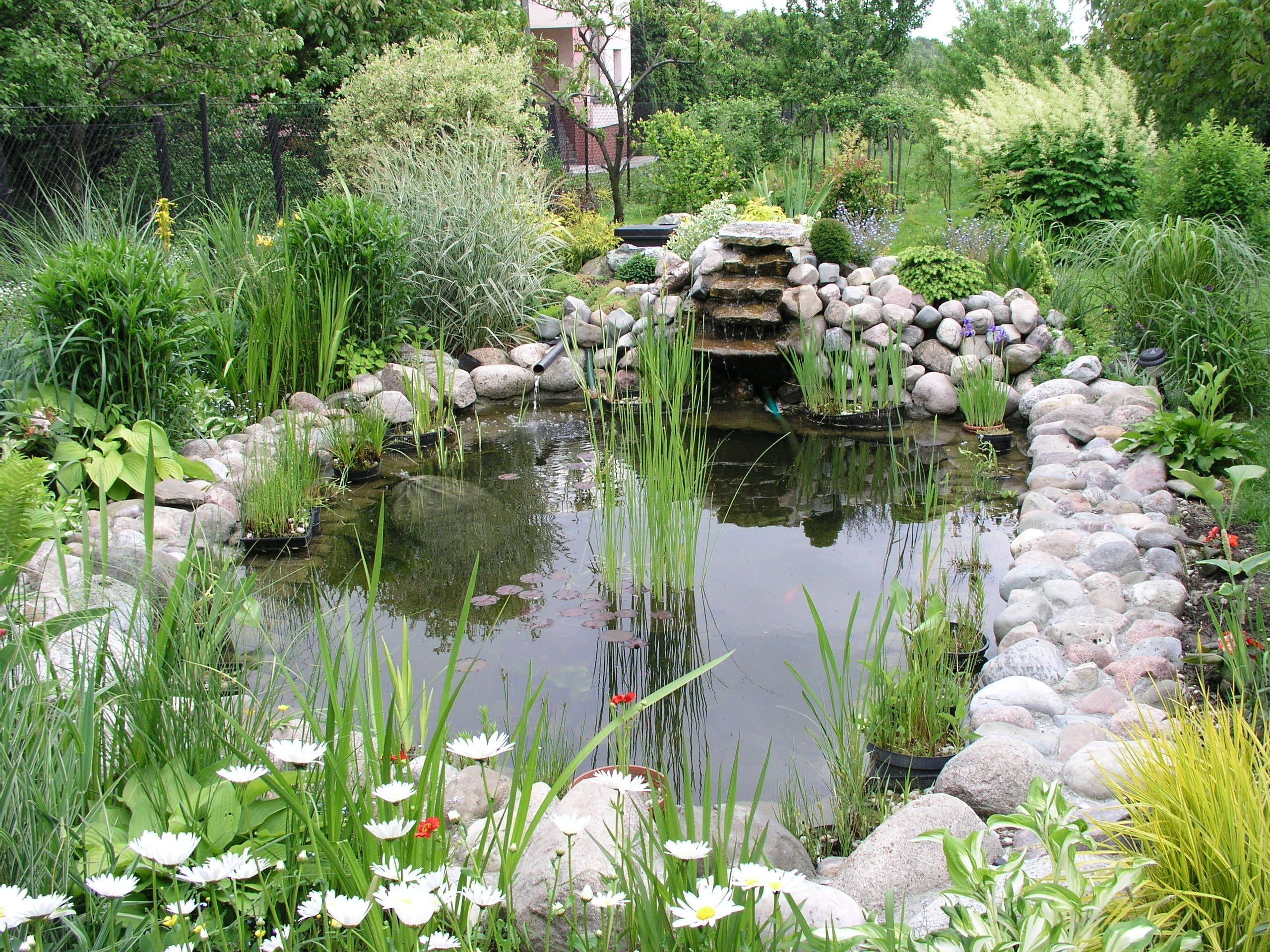
一個私人住宅的水庭園

水庭園是主要目的为容納、展示或傳播特定物種或品種的水生植物的花园。这种花园主要關注的是植物，但有時也會裝飾觀賞魚，在這種情況下，這個特徵將是一個魚塘。水庭園是種植適合池塘的植物的庭園一種。雖然水庭園可以任何尺寸或深度，但它們通常較小、較淺、通常深度不超過20英寸。這是因為大多數水生植物是需要特定的水深才能生存繁殖。

## 歷史
一般來說，水上花園和水景都是古老的波斯花園和中國花園的公共和私人花園的一部分。在每一個時代和每一個包括花園在其景觀和建築環境中的文化中，水的特徵都已經存在和很好的表現。直到工業時代的興起，當現代水泵引進時，水不再循環，而是從河流轉入水園，從那裡退出農田或天然水道。
雖然術語“水庭園”通常用於描述用於相對特定目的的特定類型的自然或人造水特徵，但還有許多其他類型。

## 說明
當水生動植物平衡的時候，創造出一個能夠持續保持水質和清晰度的水生生態系統。元素如噴泉、雕像、瀑布、巨石、水下照明、襯里處理、邊緣細節、水道以及水上和河邊種植都可以增加視覺興趣，並有助於將水上花園與當地景觀和環境相結合。

## Stream gardens
在建造的溪流中，將岩石放在水的路徑上，形成小型的圖案，急流和瀑布。岩石破壞了水流，造成飛濺和氣泡，可以為植物、魚類和野生動物帶來愉悅的聲音和微觀棲息地。良好的岩石可以創造出增加氧氣的潑水，以防止缺氧。

## 水生植物區系
水花園分為三大類：水下，水上和浮動。
- 淹沒的植物是那些幾乎完全生活在水下的植物，有時候會生長到表面的葉子或花朵，如睡蓮。這些植物放置在通常在水面以下的池塘或容器中。1—2英尺（0.30—0.61米） 這些植物中的一些稱為oxygenators，因為它們為生活在池塘中的魚產生氧氣。淹沒植物的例子有：
  - 睡蓮科
  - 金魚藻
- 邊緣植物是那些生根在水下但植物表面其餘部分的植物。 這些通常被放置成使得鍋的頂部處於或幾乎不在水位以下。 這些例子有：
  - 鳶尾
  - 寬葉香蒲
  - 芋
  - 蓮屬
  - 梭魚草
- 浮動植物是那些根本沒有固定在土壤上的植物，但是在表面上是自由浮動的。在水上園藝中，這些植物通常被用作遮蔭的提供者以減少池塘中的藻類生長。這些植物通常是非常快速的生長/倍增。這些例子有：
  - 水鋅花
  - 水三葉草
  - 大薸
  - 鳳眼藍

### 藻類
在幾乎所有的池塘里都有藻類。有幾百種藻類在花園池塘中，藻類通常在池塘中以非常高的密度生長，但是只有當它們變得豐富時才會注意到。一般來說，藻類自身附著在池塘的兩側，保持無害。一些藻類，如blanket weed，在理想條件下，可以迅速堵塞花園池塘。 
綠水（自由浮藻）意味著水中營養成分過多，通常來自腐爛的植被或太多的魚類。用化學物質殺死游離的浮藻通常會導致死亡，腐爛，然後發生問題 甚至更多的營養物質進入水中。添加更多漂浮或浸沒（未加工）的植物可以幫助將營養物質從水中取出。還可以安裝過濾器，以從水中去除營養物質和所有類型的藻類。

## 動物

### 魚
通常，在花園池塘養魚魚種通常是錦鯉，儘管也有人養金魚。這兩個是強壯、多彩的魚，只要池塘位於一個沒有極端的地區不需要特別的加熱。如果保存魚，通常需要泵和過濾裝置，以便在水中保持足夠的氧氣來支撐它們。在冬季，可能需要在寒冷的氣候中使用小型加熱器以防止水凍結。常見的例子 池塘魚包括：
- 青鱂
- 大肚魚
- 鰷魚
- 唐魚
- 金魚
- 黑鯽
- 錦鯉
- 鯉魚 (在澳大利亞，鯉魚被認為是一種侵入性魚類。[1])
- 泥鰍
- 高體雅羅魚
- 丁鱖
- 鰻
- 鯰魚
- 藍鰓太陽魚
- 黑鱸
- 鮕鮐
- 鰕虎

### 甲殼動物
- 淡水龍蝦
- 淡水長臂大蝦

### 無脊椎動物
- 田螺
- 河蚌
- 蜆

### 兩棲爬行動物
位於郊區和農村的池塘經常吸引青蛙和火蠑螈和爬行動物、龜、 蜥蜴和蛇。

### 鳥
- 野鴨
- 家鴨

### 捕食者
花園池塘可以吸引來自鳥類、蛇和家貓等捕食者的注意。錦鯉的飼主往往特別小心地創造保護區，因為一些品種非常昂貴。

## 另見
- 景觀設計
- 水族造景
- 生化需氧量
- 化學需氧量
- 群落生境
- 魚菜共生

### 引用
1. ↑  .   [2017-09-13]. （原始内容存档于2015-03-28）.

## 外部連結
- Dugout Pond Aeration Flash Animation
- North American Water Garden Society （页面存档备份，存于）
- WikiHow: Build A Water Garden in 20 Steps
- Pond Conservation: Advice on garden ponds for wildlife